# Nowbarān
Nowbarān (persiska: نوبران, نوبَران) är en ort i Iran.   Den ligger i provinsen Markazi, i den nordvästra delen av landet, 170 km väster om huvudstaden Teheran. Nowbarān ligger 1 660 meter över havet och antalet invånare är 1 931.
Terrängen runt Nowbarān är kuperad österut, men västerut är den platt.Runt Nowbarān är det ganska glesbefolkat, med 21 invånare per kvadratkilometer. Närmaste större samhälle är Gharqābād, 11,4 km öster om Nowbarān. Omgivningarna runt Nowbarān är i huvudsak ett öppet busklandskap.